# Štěpánkové z Tourového
Štěpánkové z Tourového (též z Tourova, z Tourové,z Taurova či z Taurowa) jsou rodinou jihočeského původu zmiňovanou již od 15. století.
Kolébkou rodu byla jihočeská ves Tourov u Bavorova. V 18. a 19. století se někteří členové rodu připomínají  také jako měšťané (např. ve Vodňanech, Poličce) nebo jako královští svobodníci v Kloubu.
Dne 18. prosince 1748 byl Tomáš Štěpánek z Taurova (celým jménem Tomáš Jan František), děkan Královské kolegiátní kapituly svatého Petra a Pavla na Vyšehradě, povýšen do českého rytířského stavu a v tomto stavu obdržel i inkolát. Rod se připomíná např. v Titulárních kalendářích pro rok 1776, 1786.

## Osobnosti
- Tomáš Štěpánek z Taurova (ca 1670 – 2. září 1749), děkan Královské kolegiátní kapituly svatého Petra a Pavla na Vyšehradě
- Ignác Josef Štěpánek (4. září 1689, Bavorov – 16. října 1755, Polička), měšťan, radní a roku 1749 purkmistr v Poličce
- Antonín Štěpánek (6. února 1813, Vodňany), učitel ve Vodňanech[14]
- Jindřich Štěpánek (16. července 1846, Vodňany – 4. ledna 1917, Netolice), učitel ve Vlachově Březí, od roku 1880 učitel v Netolicích
- Alexander Štěpánek (26. února 1851, Vodňany – 24. dubna 1916], Písek), učitel v Mirovicích, pak řídící učitel v Písku
- Jan Křtitel Štěpánek (22. června 1852, Vodňany – 29. října 1901, Polička), c.k. místodržitelský kancelista v Kotoru (Dalmácie), c.k. okresní sekretář v Poličce
- Adolf Štěpánek (9. ledna 1881, Hluboká nad Vltavou – 17. března 1969, Chotěboř), fotograf a regionální politik